# The Seven-Per-Cent Solution
The Seven-Per-Cent Solution (Elemental, doctor Freud, en España) es una película de 1976 producida por Universal Studios sobre Sherlock Holmes, dirigida por Herbert Ross y escrita por Nicholas Meyer, basada en su novela del mismo nombre y protagonizada por Nicol Williamson, Robert Duvall, Alan Arkin y Laurence Olivier.

## Argumento
Dr. John H. Watson (Robert Duvall) está convencido de que su amigo Sherlock Holmes (Nicol Williamson) es víctima de la paranoia, particularmente en su creencia de que el Profesor James Moriarty (Laurence Olivier) es un cerebro criminal. Esta paranoia sería culpa de su adicción a cocaína. Moriarty visita a Watson para quejarse de que está siendo acosado por Holmes. Watson, viendo que la situación es insostenible, pide ayuda al hermano de Sherlock, Mycroft (Charles Gray), para llevar a Holmes con engaños hasta Viena, donde será tratado por el mismísimo Sigmund Freud (Alan Arkin). Durante el curso de su tratamiento, Holmes investiga un caso de secuestro con implicaciones internacionales y Freud descubre un secreto oculto en el subconsciente de Holmes.

## Reparto
- Nicol Williamson Como Sherlock Holmes.
- Robert Duvall como Dr. Watson
- Alan Arkin como Dr. Sigmund Freud
- Laurence Olivier como Profesor Moriarty.
- Charles Gray como Mycroft Holmes.
- Samantha Eggar como Mary Watson
- Vanessa Redgrave como Lola Devereaux.
- Joel Grey como Lowenstein.
- Jeremy Kemp como Barón Karl von Leinsdorf.
- Jill Townsend como Señora Holmes.

## Producción
Se hizo en Pinewood Studios con rodaje en el Reino Unido y Austria (incluyendo la Biblioteca Nacional austriaca); el partido de tenis entre Freud y von Leinsdorf fue filmado en una de las pistas de tenis reales históricas en el Queen´s Club de West Kensington, Londres. El diseñador de producción era Ken Adam .
Stephen Sondheim escribió una canción para la película ("The Madame´s Song").

## Recepción
Fue bien recibida por los críticos y actualmente tiene un 82% en Tomates Podridos. Gen Siskel del Chicago Tribune la situó novena en su lista de mejores diez películas de 1976.

## Premios
La película recibió dos nominaciones a los Oscar a Guion Adaptado (Nicholas Meyer) y Diseño de vestuario (Alan Barrettt) en los 49.os Premios de Academia.

## Home media
Shout! liberó la película en Blu-ray en enero de 2013 junto con un DVD.
En los extras Meyer habló de la génesis de la idea (su padre era un psiquiatra y Meyer era un seguidor de Arthur Conan Doyle) y cómo aprovechó para escribir la novela que el Gremio de Escritores de América fuera a la huelga. 
Meyer reveló que solía discutir con Ross porque este era demasiado fiel a la novela, y Meyer no quería eso. 
Meyer reclamó a Alan Arkin para que hiciese de Freud. Para hacer de Watson eligieron a Duvall porque querían alejarse diametralmente del Watson algo tonto que interpretaba Nigel Bruce en las películas en blanco y negro.